# Кракен
 Тази статия е за митичното чудовище.  За морето вижте Кракен (море).  
Кракен (kreɪkən или krɑːkən) е митично морско чудовище. То представлява гигантски октопод или сепия. Размерите му са над 15 метра дължина с пипалата. Кракенът обитава морските води на Исландия и Норвегия, но е срещан и в други части на Атлантика.

## История
Името на чудовището идва от нордските езици. Други имена, с които са ги наричали са хавгуфа и лунгбарк. Епископът на Берген прави подробно описание на чудовището през 1752 г. в своята книга „Естествена история на Норвегия“.

## Случаи

### 1782
През 1782 г. британски военен кораб изчезва безследно в областта между Исландия и Северна Великобритания. По-късно става ясно, че корабът е бил нападнат през нощта от „нещо“, което изненадало екипажа на кораба и не дало време за реакция. Това било разказано от оцелял моряк от кораба, или поне така твърдял човекът.

### 1790
През лятото на 1790 г. бил потопен британски търговски кораб на път за Новия свят. Било обяд и корабът плавал по тихата повърхност, когато внезапно нещо се ударило в кораба. Веднага след удара на борда се „качили“ множество „змии“, както е описано в корабния дневник, спасен от избягалите моряци. Всъщност това били пипалата на кракена. После моряците видели и туловището, което се подавало от едната страна на кораба. Те стреляли с пушки по него, но то като че не чувствало нищо. Така за минути корабът бил на трески, а съществото го нямало.

- Кракен потапя кораб
- Разбиването на търговски кораб от чудовището